# کالین چو
کالین چو (زاده ۱۱ آگوست ۱۹۶۷) بازیگر هنگ کنگی است. وی اصالت تایوانی دارد و همچنین ورزشکار هنرهای رزمی است. وی بازیگری است که در ایالات متحده آمریکا هم به واسطهٔ بازی در فیلم‌های مهمی همچون دوگانه‌های ماتریکس و همچنین پادشاهی ممنوعه شناخته شده است.

## قسمتی از فیلمشناسی
- علائم خشم
- چهار
- پادشاهی ممنوعه
- نقطه اشتعال
- زنده یا مرده
- بی‌باک
- انقلاب‌های ماتریکس
- ماتریکس: بارگذاری مجدد
- دکتر وای
- پدرم قهرمان است
- خاکسترهای زمان